# Níkos Anastópoulos
Pour les articles homonymes, voir Anastópoulos.
Nikólaos Anastópoulos (en grec moderne : Νικόλαος Αναστόπουλος), souvent appelé Níkos Anastópoulos (Νίκος Αναστόπουλος), né le 22 janvier 1958 à Athènes, est un ancien footballeur grec qui jouait au poste d'attaquant à la fin des années 1970 et au début des années 1980.
Il est le meilleur buteur de l'histoire de la sélection grecque, avec 29 buts en 75 matches.

 Il a notamment marqué le seul but de la Grèce lors du Championnat d'Europe des nations 1980, contre la Tchécoslovaquie.
Anastopoulos a joué à Panionios, l'Olympiakos, à Ionikos, en Grèce et à Avellino, en Italie.